# Vicentina
Vicentina est une municipalité de l'état du Mato Grosso do Sul au Brésil. La population y était de 5 910 habitants en 2011.